# Alfabetización Informática

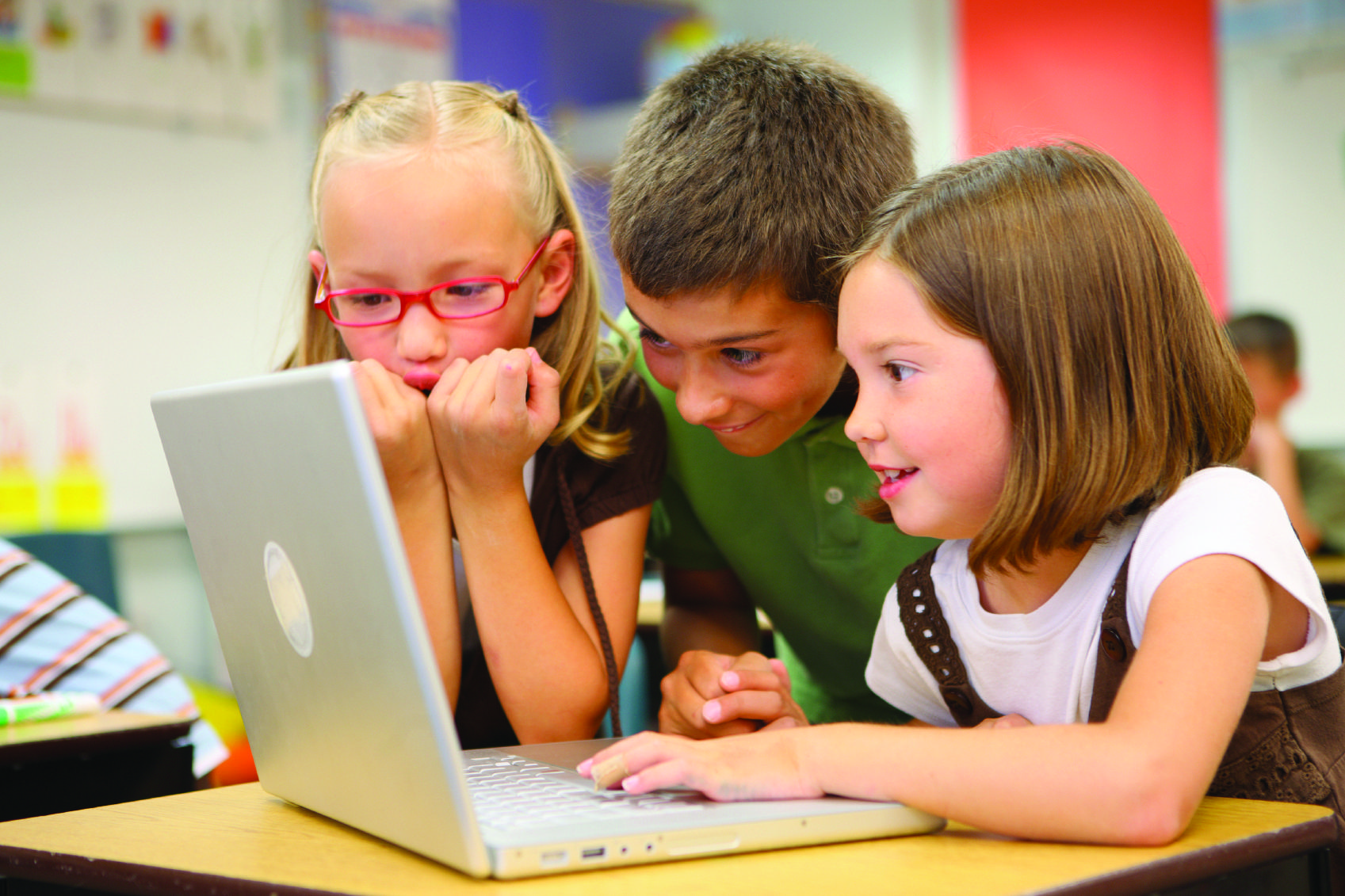
Niños usando una laptop en la escuela (2008)

La alfabetización informática se define como el conocimiento y la capacidad para utilizar computadoras y tecnología relacionada de manera eficiente, con niveles de habilidad que van desde el uso básico hasta la programación informática y la resolución avanzada de problemas. La alfabetización informática también puede referirse al nivel de familiaridad o comodidad que una persona tiene al usar programas y aplicaciones de computadora. Otro componente valioso es la comprensión de cómo funcionan y operan las computadoras. La alfabetización informática puede diferenciarse de la programación informática, la cual se centra principalmente en el diseño y codificación de programas informáticos, más que en la familiaridad y destreza en su uso. Diversos países, incluyendo el Reino Unido y los Estados Unidos, han desarrollado iniciativas para mejorar los niveles nacionales de alfabetización informática.
La alfabetización informática se diferencia de la alfabetización digital, la cual se refiere a la capacidad para comunicarse o encontrar información en plataformas digitales. En comparación, la alfabetización informática evalúa la capacidad de utilizar computadoras y de mantener una comprensión básica de cómo funcionan.
La alfabetización informática de una persona suele medirse mediante cuestionarios que evalúan su capacidad para redactar y modificar textos, resolver problemas menores del sistema operativo y organizar y analizar información en una computadora.
Para mejorar su alfabetización informática, los usuarios de computadoras deben identificar qué habilidades desean perfeccionar y aprender a utilizarlas de manera más intencionada y precisa. Al profundizar en el conocimiento sobre la alfabetización informática, los usuarios pueden descubrir más funciones de la computadora que vale la pena utilizar.
Los argumentos a favor del uso de computadoras en entornos escolares, y por lo tanto de la promoción de la alfabetización informática, son principalmente de naturaleza vocacional o práctica. Las computadoras son esenciales en los lugares de trabajo actuales. La enseñanza de la alfabetización informática en el ámbito educativo tiene como propósito dotar a los estudiantes de habilidades que les permitan ser empleables.
Los rápidos cambios en la tecnología hacen que sea difícil predecir cómo será la alfabetización informática en los próximos cinco años. Los proyectos de alfabetización informática cuentan con apoyo en muchos países, ya que se alinean con los principios políticos y económicos generales de las organizaciones públicas y privadas de esos países. Internet ofrece un gran potencial para la difusión efectiva y amplia del conocimiento, así como para la integración de los avances tecnológicos. Las mejoras en la alfabetización informática facilitan este proceso.

## Historia
El término «alfabetización informática» suele atribuirse a Arthur Luehrmann, un físico del Dartmouth College que fue colega de John Kemeny y Thomas Kurtz, quienes introdujeron el lenguaje de programación BASIC en 1964. Luehrmann se convirtió en un incansable defensor del uso de las computadoras en la enseñanza. En una conferencia de la Federación Estadounidense de Sociedades de Procesamiento de Información (AFIPS, por sus siglas en inglés) en abril de 1972, Luehrmann presentó una ponencia titulada «¿Debe la computadora enseñar al estudiante, o viceversa?». El artículo está disponible en línea. En él, señala:

«Si la computadora es un recurso tan poderoso que puede ser programado para simular el proceso de enseñanza, ¿no deberíamos enseñar a nuestros estudiantes a dominar esta poderosa herramienta intelectual? ¿Es suficiente que un estudiante sea simplemente el sujeto de una instrucción administrada por computadora —el usuario final de una nueva tecnología? ¿O debería su educación incluir también el aprendizaje del uso de la computadora para (1) obtener información en ciencias sociales desde un sistema de consulta de bases de datos, (2) simular un sistema ecológico, (3) resolver problemas mediante algoritmos, (4) adquirir datos de laboratorio y analizarlos, (5) representar información textual para su edición y análisis, (6) representar información musical para su análisis, o (7) crear y procesar información gráfica? Estos usos de las computadoras en la educación hacen que los estudiantes se conviertan en maestros de la computación, no meros sujetos de ella.»

En 1978, Andrew Molnar era director de la Oficina de Actividades Informáticas de la Fundación Nacional de Ciencias (National Science Foundation) en los Estados Unidos. Poco después de su creación, la alfabetización informática comenzó a discutirse en varios artículos académicos. En 1985, la *Journal of Higher Education* afirmó que ser alfabetizado informáticamente implicaba dominar el procesamiento de textos, los programas de hojas de cálculo y la capacidad para recuperar y compartir información en una computadora.
Investigadores en informática y educación como Seymour Papert, Cynthia Solomon y Daniel McCracken defendieron la programación como una actividad rica y beneficiosa tanto para estudiantes jóvenes como adultos. En las décadas de 1970 y 1980, escritores técnicos creativos como Bob Albrecht, David Ahl, Mitchell Waite, Peter Norton y Dan Gookin crearon libros y materiales que enseñaban programación informática a personas no especializadas y autodidactas. Aunque la programación perdió terreno en los distritos escolares como componente central de la alfabetización informática, ganó espacio en laboratorios de computación, grupos de usuarios, centros comunitarios y otros entornos informales, lo que ayudó a impulsar la computadora personal como un producto comercial de consumo masivo.

### Francia
El *Plan Calcul* fue un programa gubernamental francés de la década de 1960 que buscaba promover una industria informática nacional o europea, acompañado de un amplio esfuerzo educativo en programación e informática.
El plan «Informatique pour tous» (Informática para todos) fue una iniciativa del gobierno francés lanzada en 1985 para introducir las computadoras a todos los estudiantes del país.

### Reino Unido
En el Reino Unido, surgieron varios desarrolladores destacados de videojuegos a finales de la década de 1970 y principios de la de 1980. El ZX Spectrum, lanzado en 1982, ayudó a popularizar la informática doméstica, la codificación y los videojuegos en Gran Bretaña y Europa.
El Proyecto de Alfabetización Informática de la BBC, que utilizaba el ordenador BBC Micro, se desarrolló entre 1980 y 1989. Esta iniciativa educó a una generación de programadores en las escuelas y en los hogares, antes del desarrollo masivo de las computadoras personales en la década de 1990. La «innovación informática desde los dormitorios» (bedroom computer innovation) condujo en los años 90 al desarrollo de empresas pioneras de alojamiento web dirigidas a negocios e individuos.
El Proyecto de Alfabetización Informática de la BBC de 2012 fue una iniciativa destinada a desarrollar en los estudiantes habilidades comercializables en tecnología de la información y ciencias de la computación.
Las habilidades de programación informática fueron incorporadas al currículo nacional del Reino Unido en 2014.
Se informó en 2017 que aproximadamente 11.5 millones de ciudadanos del Reino Unido no tenían habilidades básicas de alfabetización informática. En respuesta, ese mismo año el gobierno del Reino Unido publicó una «estrategia de habilidades digitales».
Lanzado por primera vez en 2012, el Raspberry Pi es una serie de microcomputadoras de bajo costo originalmente destinadas a promover la enseñanza de la informática básica en las escuelas del Reino Unido. Posteriormente se volvieron mucho más populares de lo anticipado y se han utilizado en una amplia variedad de aplicaciones. La Fundación Raspberry Pi promueve la enseñanza de informática elemental en las escuelas del Reino Unido y en países en desarrollo.

### Estados Unidos
En 1978, la Fundación Nacional de Ciencias de los Estados Unidos lanzó una convocatoria para educar a los jóvenes en programación informática. Para introducir a los estudiantes en la computación, el gobierno estadounidense, fundaciones privadas y universidades se unieron para financiar y organizar programas de verano dirigidos a estudiantes de secundaria.
En los Estados Unidos, los estudiantes son introducidos al uso de tabletas electrónicas desde el nivel preescolar o jardín de infancia. Las tabletas son preferidas por su tamaño reducido y pantallas táctiles. La interfaz táctil de usuario de una tableta resulta más accesible para las habilidades motoras aún en desarrollo de los niños pequeños. Los docentes de educación infantil aplican una enseñanza centrada en el estudiante para guiar a los niños en diversas actividades con la tableta. Estas actividades generalmente incluyen la navegación por Internet y el uso de aplicaciones, lo que familiariza al estudiante con un nivel básico de competencia informática.
Una preocupación planteada dentro de este tema es que los docentes de educación primaria y secundaria a menudo no están capacitados con las habilidades necesarias para enseñar alfabetización informática básica.
En el mercado laboral de Estados Unidos, el analfabetismo informático limita gravemente las opciones de empleo. Organizaciones sin fines de lucro como Per Scholas intentan reducir la brecha ofreciendo computadoras gratuitas y de bajo costo a niños y sus familias en comunidades marginadas del sur del Bronx, Nueva York, Miami, Florida, y en Columbus, Ohio.

## Tasas de alfabetización informática a nivel mundial

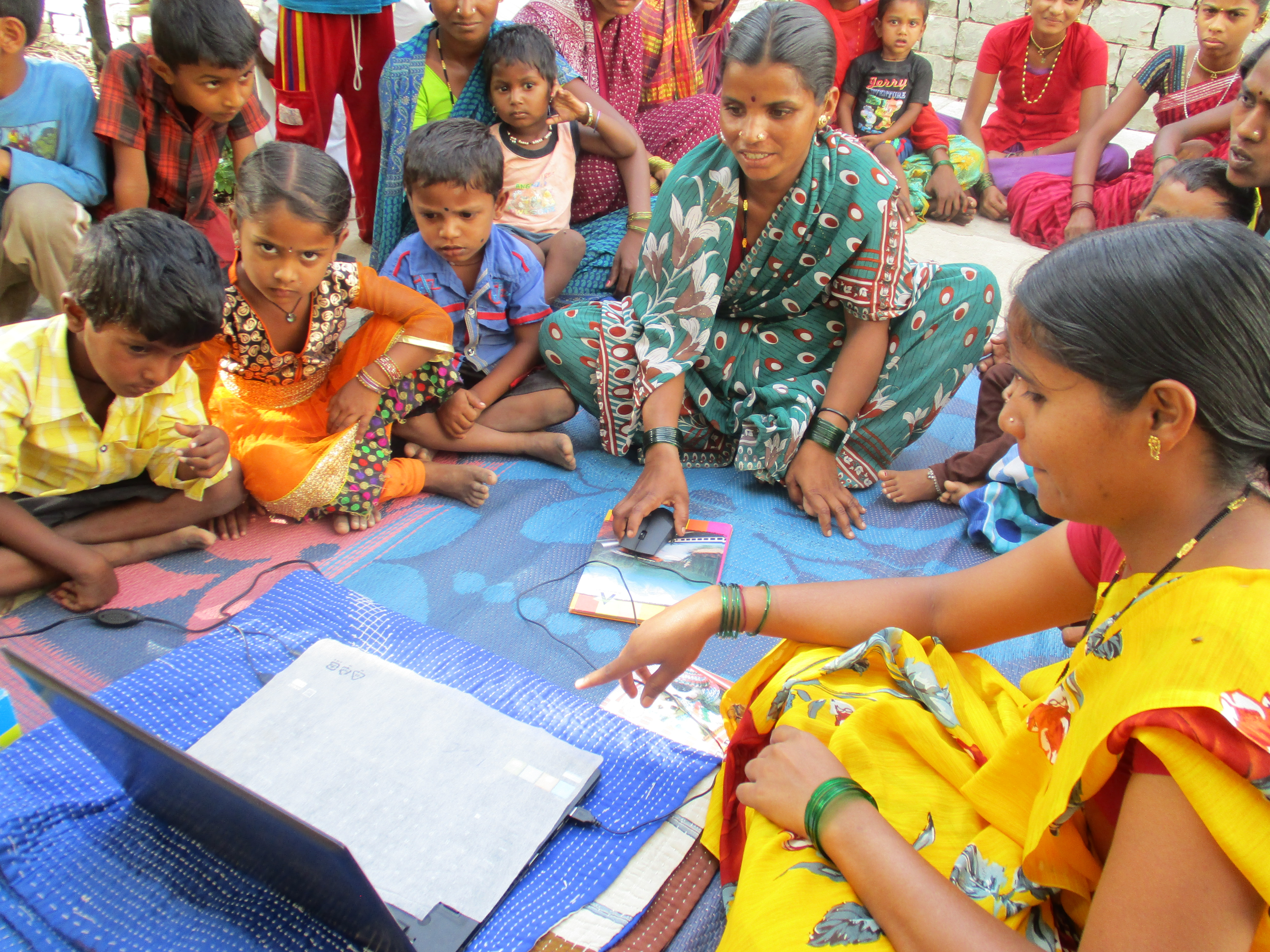
Clase de informática en la India (2015)

En 2020, los promedios mundiales en alfabetización informática, según lo determinado por el Foro Económico Mundial, revelaron que los países de la OCDE no eran tan alfabetizados digitalmente como cabría esperar. Cerca de una cuarta parte de las personas no sabía cómo usar una computadora. Al menos el 45% obtuvo una calificación baja, y solo el 30% fue calificado con un nivel moderado a alto de alfabetización informática.

## Lectura adicional
- Poynton, Timothy A. (2005). «Computer Literacy across the Lifespan: a Review with Implications for Educators». *Computers in Human Behavior* (en inglés). 21 (6): 861–872. doi:10.1016/j.chb.2004.03.004.
- Oficina de Evaluación Tecnológica de Estados Unidos (1984). Computerized Manufacturing Automation: Employment, Education, and the Workplace (en inglés) (informe). National Technical Information Service, OTA CIT-235. p. 234. (PDF).
- Haigh, Robert W. (marzo–abril de 1985). «Planning for Computer Literacy». *The Journal of Higher Education* (en inglés). 56 (2): 161–171. doi:10.2307/1981664. JSTOR 1981664.
- Tobin, Catherine D. (febrero de 1983). «Developing Computer Literacy». *The Arithmetic Teacher* (en inglés). 30 (6): 22–23, 60. doi:10.5951/AT.30.6.0022. JSTOR 41190615.

- Datos: Q595868